# Straßen und Plätze in Ludwigshafen am Rhein/K

## Kaiser-Wilhelm-Straße
67059 Ludwigshafen-Mitte

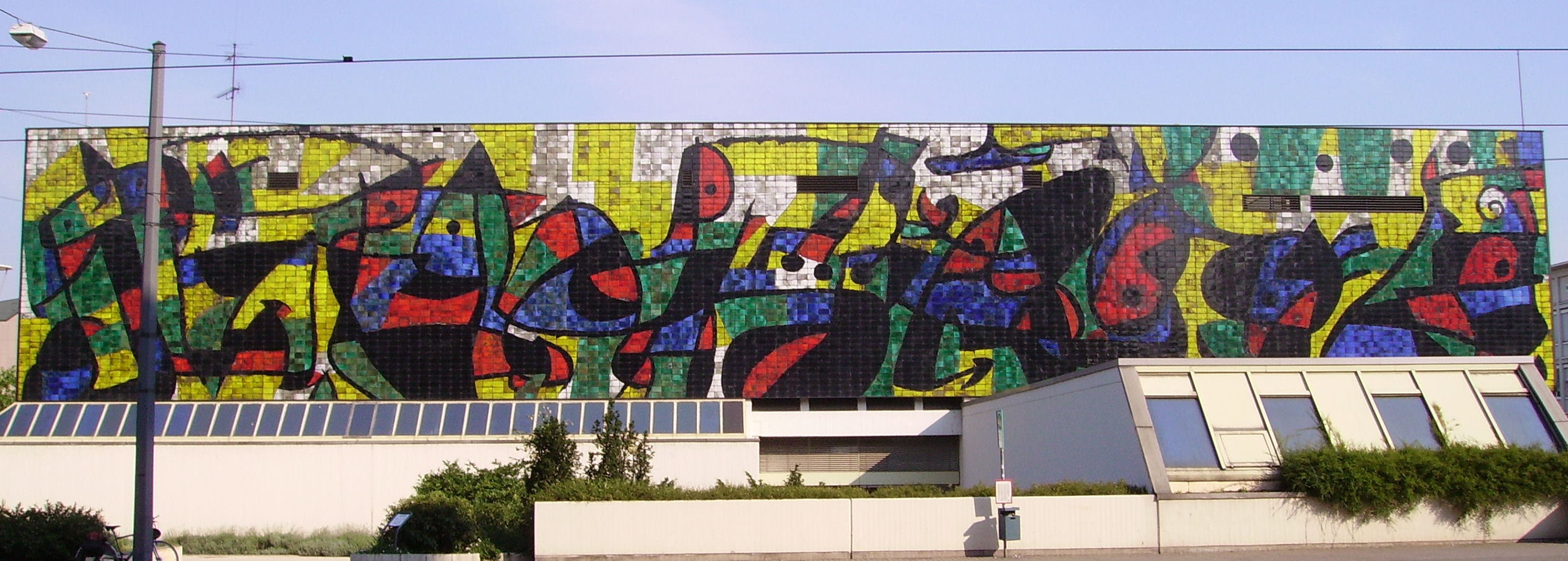
Wilhelm-Hack-Museum Ludwigshafen

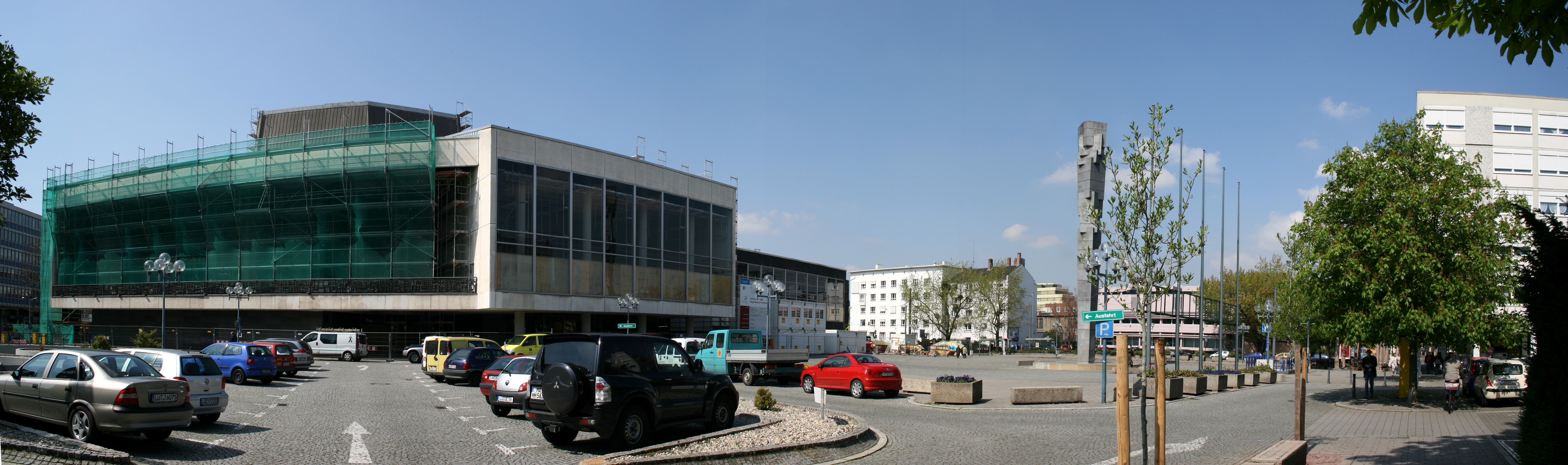
Pfalzbau

Die Kaiser-Wilhelm-Straße verläuft ungefähr 1 Kilometer in Ost-West-Richtung vom Rheinufer bis zum Hauptbahnhof und ist eine der bedeutendsten Straßen der Innenstadt.
Die Kaiser-Wilhelm-Straße wurde als wichtige Verkehrs- und Geschäftsstraße in der Mitte des 19. Jahrhunderts angelegt. Sie beginnt im Osten am Rheinufer, durchzieht den Stadtkern und endet im Westen an der Westendstraße. 1885 wurde sie, bis dahin als Brückenstraße bezeichnet, nach dem deutschen Kaiser Wilhelm I. umbenannt. 
1854 wurde hier die erste Simultankirche in Ludwigshafen errichtet, die später von der jüdischen Gemeinde gekauft und 1865 zur Synagoge umgebaut wurde. 1938 fiel sie in der Reichskristallnacht zum Opfer. Heute erinnert eine Gedenktafel am Haus Nr. 34 an den ehemaligen Standort. 
Der mittlere Abschnitt wird durch öffentliche Gebäude wie Pfalzbau und Wilhelm-Hack-Museum geprägt.
Auch ist hier das Jobcenter (früher GfA), ehemals auch EMTEC (Firmen der BASF) und frühere  Arbeitsamt.

## Kallstadter Straße
67065 Ludwigshafen
Kallstadt an der Deutschen Weinstraße ist ein Ort der Verbandsgemeinde Freinsheim im Landkreis Bad Dürkheim.

## Kalmitstraße
67059 Ludwigshafen-Mundenheim
Kalmit heißen zwei Berge im Pfälzerwald: die Große Kalmit (673 m) bei Maikammer und die Kleine Kalmit (270 m) bei Landau-Arzheim.
Die Kalmitstraße führt von der Wasgaustraße (Wasgau, eine andere topografische Bezeichnung im Pfälzerwald) zum Bahnhof Mundenheim.

## Kanalstraße
67063 Ludwigshafen
Die Kanalstraße beginnt an der Dessauer Straße, durchzieht den gesamten nördlichen Stadtteil in südwestlicher Richtung und endet an der Bürgermeister-Grünzweig-Straße. Sie wurde 1881 über dem Hauptsammelkanal der städtischen Kanalisation  angelegt und erhielt 1885 den Namen Kanalstraße.

## Kantstraße
67069 Ludwigshafen-Oppau
Immanuel Kant war ein Philosoph im Zeitalter der Aufklärung und zählt zu den bedeutendsten Philosophen der abendländischen Philosophie.
Die Kantstraße ist eine kurze Verbindungsstraße zwischen Bauhausstraße und August-Becker-Straße. Es finden sich auch keine weiteren Straßen in der Umgebung, die nach Philosophen benannt sind.

## Kapellengasse
67071 Ludwigshafen-Oggersheim
Die Kapellengasse verläuft zwischen der Wallfahrtskirche Oggersheim und der Schillerstraße und wurde wohl bald nach dem Bau der in der Wallfahrtskirche befindlichen Loretokapelle Kapellengasse genannt. 
In der Kapellengasse befinden sich das Altenpflegeheim Schillerstift, das Minoritenkloster, die Wallfahrtskirche Maria Himmelfahrt und das Büro von Sander Hofrichter Architekten. 

## Karl-Krämer-Straße
67061 Ludwigshafen-Süd
Die Karl-Krämer-Straße ist eine kurze Stichstraße zwischen Wittelsbachstraße und Rottstraße. Sie wurde zu Beginn des 20. Jahrhunderts im Zusammenhang mit dem Bau des Straßenbahndepots angelegt und gehörte ursprünglich zur Beethovenstraße. Sie wurde in Erinnerung an den 1923 von Separatisten erschossenen Polizeiwachtmeister Karl Krämer umbenannt. Auf der Ostseite bestimmt das 1909/1910 entstandene Verwaltungsgebäude des Straßenbahndepots mit seiner langgezogenen Fassade das Straßenbild, während die Westseite von einem Seitenflügel des in den 1920er Jahren errichteten Amtsgerichts eingenommen wird.

## Karl-Kreuter-Straße
67071 Ludwigshafen-Notwende

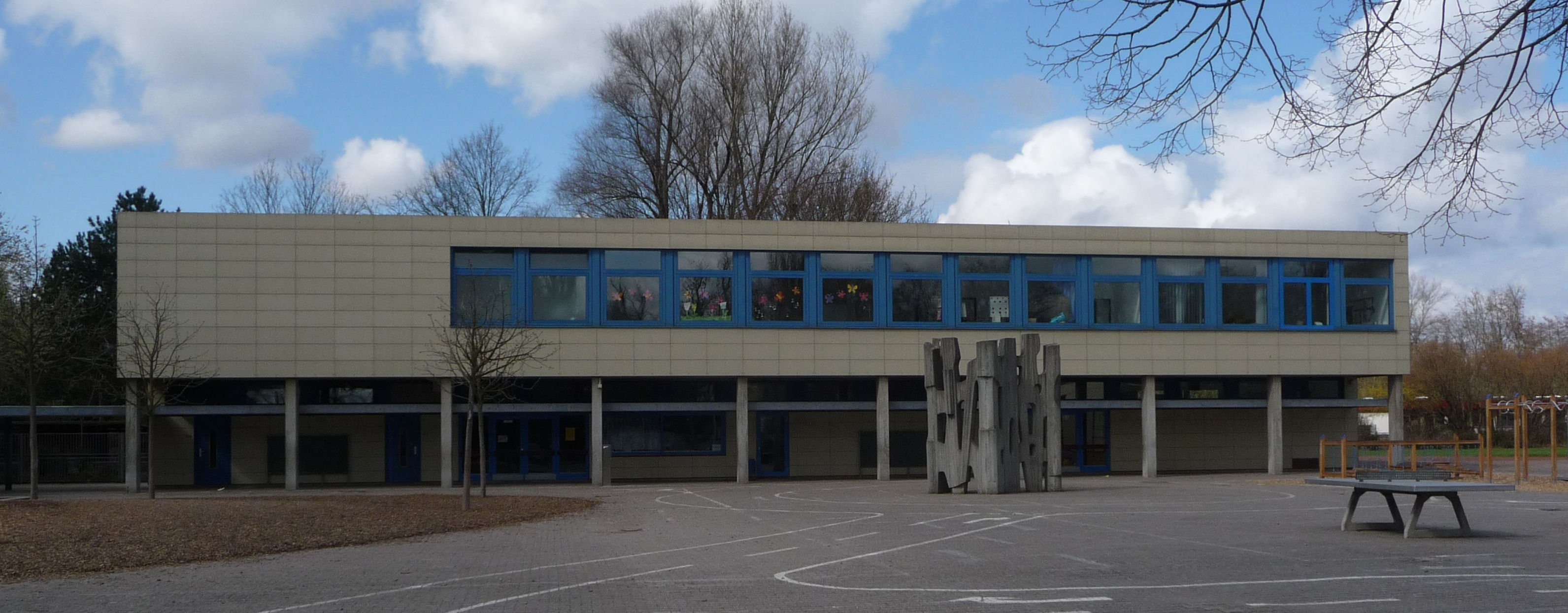
Karl-Kreuter-Schule

Karl Anton Kreuter war ein Lehrer, Autor und Heimatforscher. Von seinen 53 Dienstjahren als Lehrer und Rektor verbrachte er 47 Jahre in Oggersheim.

## Karl-Legien-Straße
67071 Ludwigshafen
Carl Legien war ein Gewerkschaftsfunktionär. 1913 wurde er Präsident des Internationalen Gewerkschaftsbundes und 1919 Vorsitzender des ADGB.

## Karl-Linde-Straße
67069 Ludwigshafen
Carl von Linde war ein Ingenieur, Erfinder und Gründer eines heute internationalen Konzerns, der Linde AG.

## Karl-Otto-Braun-Straße
67069 Ludwigshafen
Der Lehrer und Heimatforscher Karl-Otto Braun gründete in Oppau ein Heimatmuseum, in dem neben einer Dokumentation der Ortsgeschichte, einer geologisch-paläontologischen und archäologischen Sammlung auch Wohnräume und Einrichtungen bürgerlicher und bäuerlicher Wohnkultur sowie landwirtschaftliche Geräte zu sehen sind.

## Karl-Reiß-Straße
67065 Ludwigshafen-Rheingönheim
Carl Reiß war Generalkonsul und Ehrenbürger der Stadt Mannheim und der Gemeinde Neuhofen. Auf ihn und seine Schwester Anna geht die Gründung des Mannheimer Reiß-Museums zurück.
Seine Bindung zu Rheingönheim entstanden durch die Jägerei, denn Reiß war Jagdpächter der Rheingönheimer Gemarkung. Reiß finanzierte auch die Ausgrabungen am Römerkastell. An ihn erinnert ein Gedenkstein im Wildpark Rheingönheim.

## Karlsbader Straße
67065 Ludwigshafen
Karlsbad (tschechisch Karlovy Vary) ist eine Stadt im Westen Tschechiens und gehört zu den berühmtesten und traditionsreichsten Kurorten der Welt.

## Karlstraße
67063 Ludwigshafen
Die Karlstraße ist eine kurze Stichstraße zwischen Rohrlachstraße und Kanalstraße. Sie trägt ihren Namen nach Kaiser Karl dem Großen.

## Kärntner Straße
67065 Ludwigshafen-Gartenstadt
Kärnten ist das südlichste Bundesland Österreichs.
Die Kärntner Straße ist in einem Teil der Gartenstadt, der während des Dritten Reichs die Bezeichnung Ostmarkviertel führte und in dem die Straßen bevorzugt nach Städten und Gebieten in Österreich benannt wurden.

## Karolina-Burger-Straße
67065 Ludwigshafen-Mundenheim
Die Karolina-Burger-Straße verbindet die Mundenheimer Straße mit der Saarlandstraße und führt dabei direkt auf die katholische St. Sebastianskirche zu. An der Straße liegen das St. Annastift, ein Kinderkrankenhaus mit Kinderklinik und Kinder- und Jugendpsychiatrie und ein Kinderheim in katholischer Trägerschaft, und das Schulzentrum Mundenheim mit dem Heinrich-Böll-Gymnasium und der Karolina-Burger-Realschule.
Die Lehrerin Karolina Burger gründet in einer 3-Zimmer-Wohnung ein Fürsorgeheim, aus der sich das St. Annastift entwickelte. Sie nahm verwahrloste Kinder bei sich auf und mietete 1913 in Mundenheim ein Haus, in dem sie ein Kinderheim einrichtete. Außerdem gründete sie den katholischen Fürsorgeverein in Ludwigshafen, dessen erste Vorsitzende sie bis 1933 war. Bei der Kommunalwahl 1929 in Ludwigshafen verärgerte sie die Vertreter der katholischen Zentrumspartei, weil sie mit einer eigenen Frauenliste antrat. Wegen eines Herzleidens musste sie 1933 ihre Arbeit aufgeben. Sie zog später nach Altötting um, wo sie 1949 starb.
1960 ehrte die Stadt Ludwigshafen ihren Einsatz mit der Umbenennung der Königsstraße in die Karolina-Burger-Straße. 1997 wurde die Realschule im Schulzentrum in Karolina-Burger-Realschule umbenannt.

## Kekuléplatz
67063 Ludwigshafen
Friedrich August Kekulé von Stradonitz war ein Chemiker, der die Grundlagen für die moderne Strukturtheorie der organischen Chemie legte.

## Kirchenstraße
67069 Ludwigshafen-Oppau

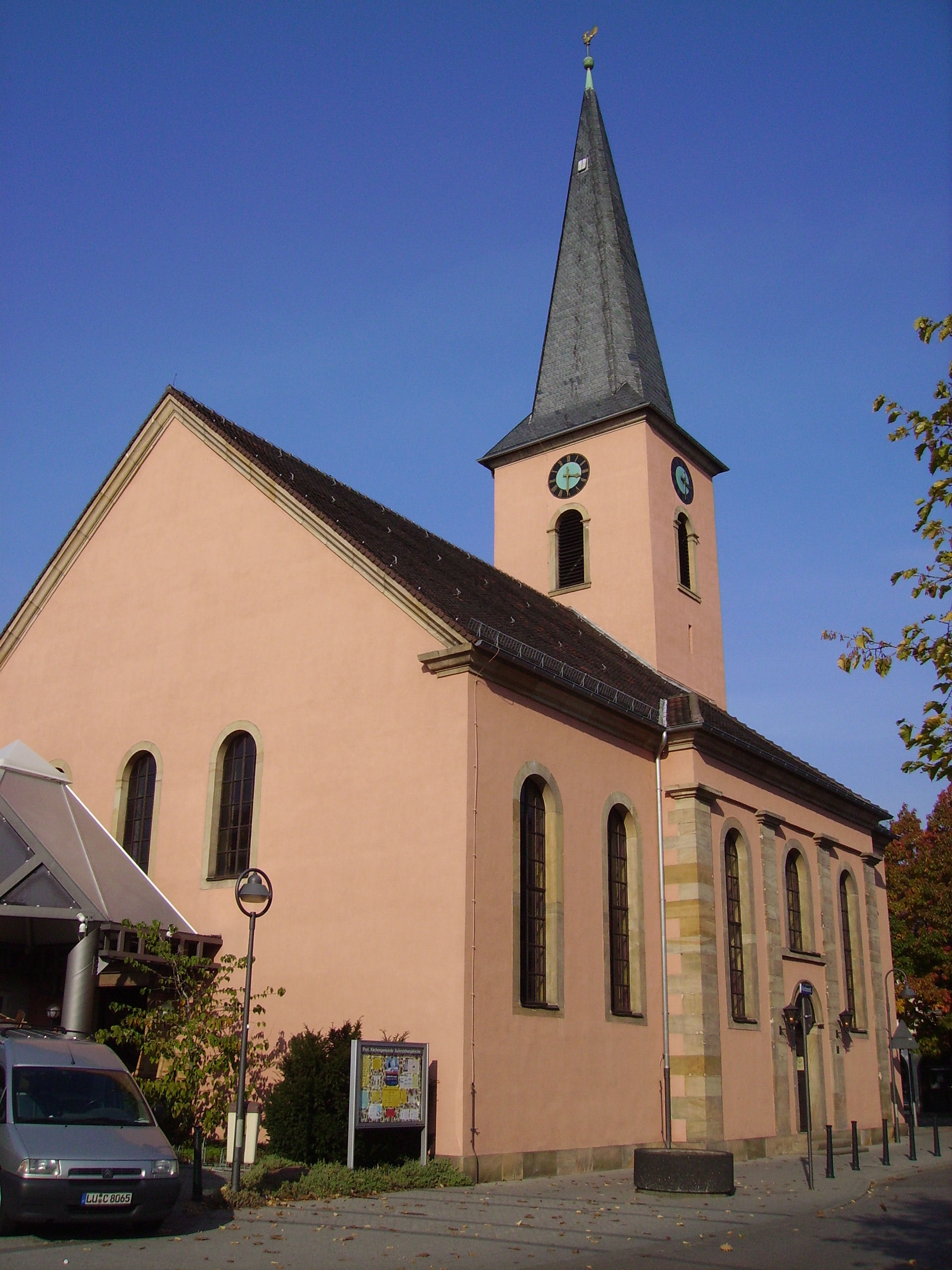
Auferstehungskirche

Die Kirchenstraße bildet die nordwestliche Flanke des ältesten Siedlungskerns von Oppau. Ihr Name ist auf die erstmals 807 belegte Kirche an der Stelle der heutigen Auferstehungskirche zurückzuführen. Die erste Auferstehungskirche in Oppau wurde im Jahr 1830 gebaut. Bei der Explosion des Oppauer Stickstoffwerkes am 21. September 1921 und im Zweiten Weltkrieg wurde sie schwer beschädigt. Der Wiederaufbau fand zuerst im Jahr 1923 und nach dem Krieg im Jahr 1951 statt. 
Die Kirchenstraße beginnt am Georg-Hüter-Platz als Fortsetzung der Rheinstraße und endet an der Breitscheidstraße.

## Kleestraße
67067 Maudach

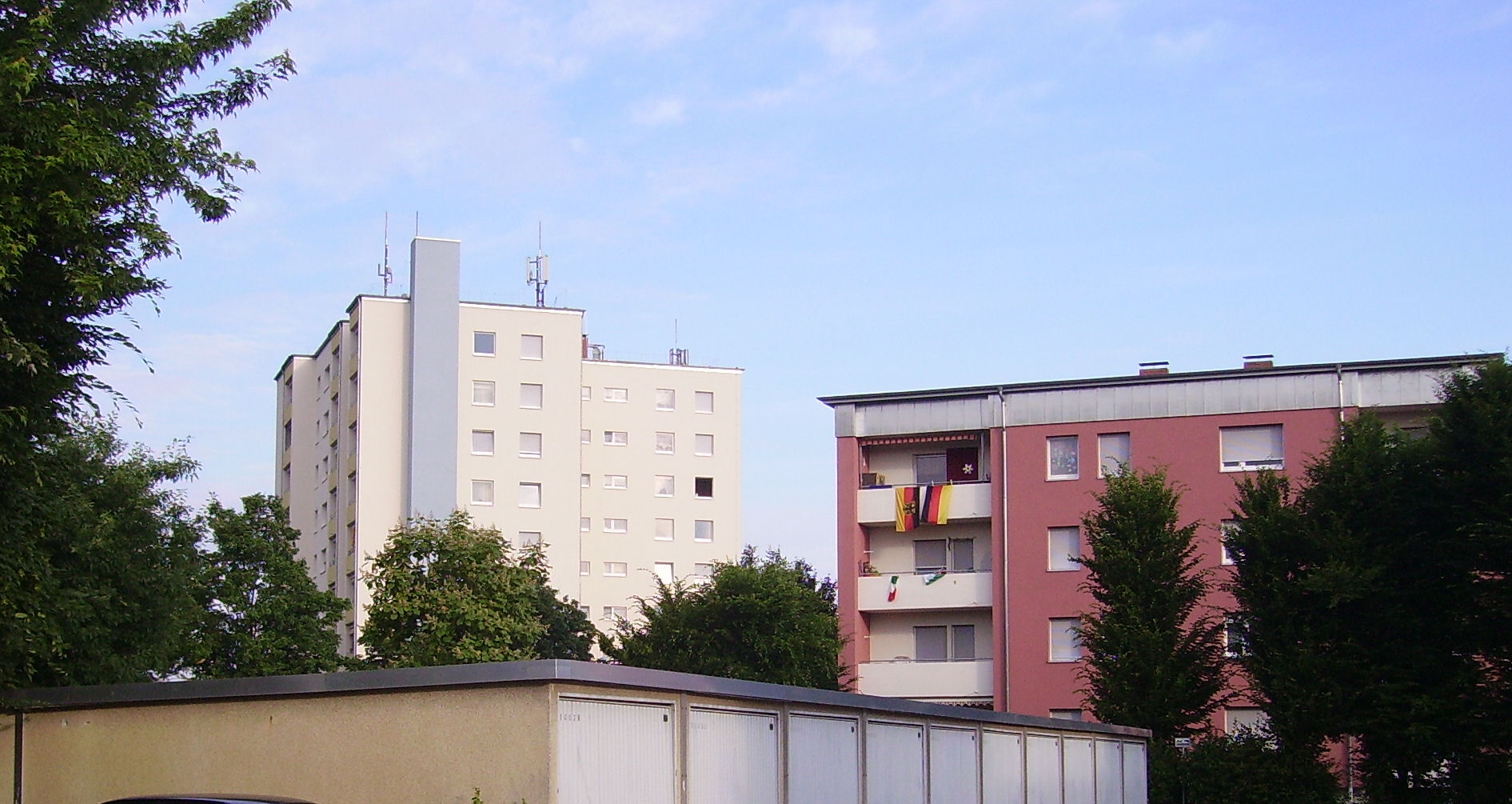
Kleestraße

Klee (Trifolium) ist eine 243 Arten umfassende Pflanzengattung. Sie wird zur Unterfamilie der Schmetterlingsblütler (Faboideae) aus der Pflanzenfamilie der Hülsenfrüchtler (Fabaceae) gezählt.
Die Kleestraße verläuft in Hufeisenform von und zur Mittelstraße und bildet so den nordwestlichen Abschluss des Stadtteils Maudach. In der Kleestraße befindet sich die Endhaltestelle Maudach für mehrere Buslinien.

## Knietschstraße
67063 Ludwigshafen
Rudolf Knietsch war ein Chemiker. Er trat 1884 in die BASF ein. Dort entwickelte er, aufbauend auf Ergebnissen von Clemens Winkler, das Kontaktverfahren zur industriellen Synthese von Schwefelsäure. Ebenso gelang ihm erstmals die technische Verflüssigung von Chlor als eine der Grundlagen der technischen Chlorchemie.

## Knollstraße
67061 Ludwigshafen-Süd
Knoll war ein deutsches Pharmazieunternehmen. Es gehört heute zum Unternehmen Abbott Laboratories.

## Königsplatz
67071 Ludwigshafen-Oggersheim
Der um 1914 angelegte Platz zwischen Raiffeisen- und Keltenstraße erinnert an die königlich-bayerische Vergangenheit der Pfalz. In der Mitte des Platzes steht ein Kriegerdenkmal für die Gefallenen des Krieges 1870/71, das seit 1897 auf dem Schillerplatz stand und in den 1950er Jahren hierher versetzt wurde. 

## Kreuzgasse
67071 Ludwigshafen
Die Kreuzgasse nimmt ihren Ausgang an der Schillerstraße, durchzieht den Ortskern und mündet an der Westseite in den Schillerplatz. Ihren Namen verdankt sie einem verschwundenen Steinkreuz, das vor dem Blomberg'schen Hofgut gestanden haben soll. 

## Kropsburgstraße
67065 Ludwigshafen
Die Kropsburg liegt auf der Gemarkung der südpfälzischen Weinbaugemeinde St. Martin im Landkreis Südliche Weinstraße.
Die Straße ist ein sozialer Brennpunkt, in dem obdachlosen Menschen in Ludwigshafen von der Stadtverwaltung eingewiesen wurden. Gedacht waren diese Notunterkünfte nur als Übergangslösung, doch für viele wurden sie zum ständigen Wohnsitz, wodurch eine Ghettoisierung entstand. [1]

## Krügerstraße
67065 Ludwigshafen
Paul Kruger (Krüger gesprochen) auch Oom Paul (Afrikaans für „Onkel Paul“), Ohm Krüger  war ein südafrikanischer Politiker. Er nahm die rebellierenden so genannten Uitlanders gefangen und ließ sie zum Teil töten. Sehr zum Missfallen der Briten gratulierte der deutsche Kaiser Wilhelm II. Kruger mit der in die Geschichte eingegangenen „Krüger-Depesche“ zu seinem Erfolg.

## Kurfürstenstraße
67061 Ludwigshafen-Süd
Die Kurfürstenstraße wurde um 1900 als Wohnstraße in zentraler Lage angelegt. 1906 erhielt sie ihre Bezeichnung in Erinnerung an die Dynastie der Wittelsbacher, die seit 1353 pfälzische Kurfürsten waren. 
Sie beginnt am Bürgermeister-Krafft-Platz und durchzieht den südlichen Stadtkern bis zum Kurfürstenplatz. Sie ist eine Verbindungsstraße zwischen der Mundenheimer Straße und der Saarlandstraße.

## Kurt-Schumacher-Straße
67069 Ludwigshafen
Die Kurt-Schumacher-Straße beginnt an der Friedrichstraße und führt nach Norden, wo sie in Höhe der Max-Planck-Straße zur Edigheimer Straße abbiegt.
Seit 1960 trägt sie ihre heutige Bezeichnung nach dem sozialdemokratischen Politiker Kurt Schumacher, davor wurden die verschiedenen Teilabschnitte Ludwigstraße, Mozartstraße und Laura-Straße genannt.

## Kußmaulstraße
67063 Ludwigshafen-Friesenheim
Adolf Kußmaul war ein Arzt und Hochschullehrer, der als Mit-Urheber des Begriffs „Biedermeier“ gilt. Der Name Kußmaul ist übrigens vermutlich eine Umdeutung aus dem tschechischen Kosmaly (= Schmied).
Die Kußmaulstraße verläuft südöstlich vom Klinikum der Stadt Ludwigshafen von der Schanzstraße über die Sauerbruchstraße zur Robert-Koch-Straße.